# 애디론댁 팬텀스
| 애디론댁 팬텀스 | |
| 콘퍼런스        | 동부 콘퍼런스 (2009년~2014년)                                                                      |
| 디비전          | 이스트 디비전 (2009년~2011년) 노스이스트 디비전 (2011년~2014년)                                    |
| 설립연도        | 2009년                                                                                             |
| 해체연도        | 2014년                                                                                             |
| 역사            | 필라델피아 팬텀스 (1996년~2009년) 애디론댁 팬텀스 (2009년~2014년) 리하이 밸리 팬텀스 (2014년~현재) |
| 경기장          | 글렌즈 폴스 시빅 센터                                                                              |
| 연고지          | 뉴욕주 글렌즈 폴스                                                                                 |
| 상징색          | 오렌지, 검정, 보라, 하양                                                                           |
| 구단주          | |
| 단장            | |
| 감독            | |
| NHL 제휴        | |
| ECHL 제휴       | |
| 정규시즌 우승   | |
| 콘퍼런스 우승   | |
| 디비전 우승     | |
| 칼더 컵         | |
| 영구 결번       | |

애디론댁 팬텀스(Adirondack Phantoms)는 미국 뉴욕주 글렌즈 폴스를 연고지로 하는 2009년부터 2014년까지 AHL 소속되었던 아이스 하키팀이다.
2014년 연고지를 펜실베이니아주 앨런타운 (리하이 밸리 팬텀스)로 이전했다.

## 역대 홈경기장
| 애디론댁 팬텀스       |               |          |                    |      |
| 경기장                | 사용기간      | 수용인원 | 장소               | 비고 |
| 글렌즈 폴스 시빅 센터 | 2009년~2014년 | 4,794명  | 뉴욕주 글렌즈 폴스 | 빈칸 |